# Zarząd do spraw Rosyjskich Emigrantów we Francji
Zarząd do Spraw Rosyjskich Emigrantów we Francji (niem. Vertrauensstelle der Russischen Emigranten in Frankreich, ros. Управление делами русских эмигрантов во Франции, fr. Direction des Affaires des Emigres Russes en France) - emigracyjna rosyjska organizacja kolaboracyjna w okupowanej Francji podczas II wojny światowej
9 kwietnia 1941 r. decyzją głównodowodzącego wojskami niemieckimi w okupowanej Francji powstał Komitet Samopomocy Rosyjskich Emigrantów we Francji z siedzibą w Paryżu. Na jego czele stanął gen. Nikołaj N. Gołowin. Komitet stanowił jedyną legalną organizację białej emigracji rosyjskiej we Francji. Faktycznie znajdował się pod całkowitym nadzorem niemieckich służb specjalnych. Jego zadaniem było prowadzenie pomocy wśród emigrantów rosyjskich i reprezentowanie ich przed niemieckimi władzami okupacyjnymi. 21 kwietnia 1942 r. przekształcono go w Zarząd do Spraw Rosyjskich Emigrantów we Francji. Było to związane z atakiem wojsk niemieckich na ZSRR 22 czerwca 1941 r. Głównym celem organizacji stał się werbunek Białych Rosjan do armii niemieckiej, w tym oddziałów kolaboracyjnych, a także kierowanie ochotników do pracy w Niemczech. Przewodniczył jej Jurij S. Żeriebkow. Funkcję jego zastępcy objął Paweł N. Bogdanowicz. W kierownictwie zasiadał też Wasilij K. Modrach. Zarząd składał się z sekretariatu, którym kierował P. A. Rogowicz, 2 oddziału pod kierownictwem Siemiona N. Krasnowa i 3 oddziału - A. M. Griekowa. Później powstał oddział sportu na czele z W. W. Kiedrowem. Konsultantem prawnym Zarządu został D. W. Pieczorin. Przy przewodniczącym Zarządu istniało zebranie, którym kierował gen. N. N. Gołowin. Organem prasowym Zarządu był tygodnik "Paryski kurier", wydawany od poł. czerwca 1942 r. do poł. sierpnia 1944 r.